# هایواتا (کانزاس)
هایواتا (به انگلیسی: Hiawatha) شهری در ایالت کانزاس کشور ایالات متحده آمریکا است که جمعیت آن در سرشماری سال ۲۰۱۰ میلادی، ۳٬۱۷۲ نفر بوده‌است.